# گمینا کوبیور
گمینا کوبیور (به لهستانی:  Gmina Kobiór) یک گمینا در لهستان است که در شهرستان پشچنا واقع شده‌است. گمینا کوبیور ۴۹٫۵ کیلومتر مربع مساحت و ۴٬۵۹۹ نفر جمعیت دارد.

## خواهرخوانده
شهر شایوسنتپیتر خواهرخواندهٔ گمینا کوبیور هست.